# NGC 1416
NGC 1416 is een elliptisch sterrenstelsel in het sterrenbeeld Eridanus. Het hemelobject werd in 1886 ontdekt door de Amerikaanse astronoom Frank Muller.

## Synoniemen
- PGC 13548
- ESO 482-34
- MCG -4-9-48
- NPM1G -22.0087